# Gold Experience
Gold Experience (яп. ゴールド・エクスペリエンス Gōrudo Ekusuperiensu) — стенд Джорно Джованны, персонажа вселенной JoJo’s Bizarre Adventure, протагониста пятой части серии Golden Wind. После поражения Стрелой, Пробуждающей Стенды эволюционировал в Gold Experience Requiem.

## Способности
Gold Experience — это стенд ближнего боя. Он не так силён физически, как стенды Дзётаро Кудзё или Дзёсукэ Хигасикаты, но у него огромная скорость ударов. Как только Gold Experience ударит по предмету, он превратится в живое существо примерно такого же размера, которое передвигается самостоятельно. Однако эти существа всё ещё связаны со своим первоначальным объектом, и их поведение отражает это. Поскольку трансформированный объект попытается воссоединиться со своим первоначальным владельцем, Джорно может использовать его, чтобы выследить их.
Кроме того, Gold Experience может ускорить мысли любого поражённого человека, вызывая серьёзный разрыв между телом и разумом; если ум цели слишком быстр, тело не может реагировать на его команды. Герой демонстрирует эту способность впервые в битве с Бруно Буччелатти, ускорив его мыслительный процесс, а затем поразив его тело кулаком стенда.
Ещё Gold Experience может излечивать телесные повреждения, превращая любые предметы в кусок плоти и плавно вставляя эту плоть в рану. Таким образом можно восстановить даже кости и глаза.